# 赤松町 (茅ヶ崎市)
赤松町（あかまつちょう）は、神奈川県茅ヶ崎市の町名。丁目の設定がない単独町名である。住居表示実施済区域。

## 地理
茅ヶ崎市の東部に位置し、西に本宿町、北に小和田、東に藤沢市辻堂神台と接している。

### 地価
住宅地の地価は、2023年（令和5年）1月1日の公示地価によれば、赤松町8-37の地点で33万円/m2となっている。

## 歴史

### 沿革
- 1967年（昭和42年）7月1日 - 住居表示の実施に伴い、大字小和田、大字菱沼の各一部を分離し、赤松町を新設[5][7]。

## 世帯数と人口
2023年（令和5年）9月1日現在（茅ヶ崎市発表）の世帯数と人口は以下の通りである。
| 町丁   | 世帯数    | 人口    |
| ------ | --------- | ------- |
| 赤松町 | 2,162世帯 | 4,731人 |

### 人口の変遷
国勢調査による人口の推移。
| 年                 | 人口  |
| ------------------ | ----- |
| 1995年（平成7年）  | 3,301 |
| 2000年（平成12年） | 2,844 |
| 2005年（平成17年） | 3,933 |
| 2010年（平成22年） | 3,853 |
| 2015年（平成27年） | 3,810 |
| 2020年（令和2年）  | 4,775 |

### 世帯数の変遷
国勢調査による世帯数の推移。
| 年                 | 世帯数 |
| ------------------ | ------ |
| 1995年（平成7年）  | 1,261  |
| 2000年（平成12年） | 1,144  |
| 2005年（平成17年） | 1,531  |
| 2010年（平成22年） | 1,568  |
| 2015年（平成27年） | 1,630  |
| 2020年（令和2年）  | 2,123  |

## 学区
市立小・中学校に通う場合、学区は以下の通りとなる（2023年3月時点）。
- 番・番地等 : 全域
  - 小学校 : 茅ヶ崎市立小和田小学校
  - 中学校 : 茅ヶ崎市立赤羽根中学校

## 事業所
2021年（令和3年）現在の経済センサス調査による事業所数と従業員数は以下の通りである。
| 町丁   | 事業所数 | 従業員数 |
| ------ | -------- | -------- |
| 赤松町 | 69事業所 | 390人    |

### 事業者数の変遷
経済センサスによる事業所数の推移。
| 年                 | 事業者数 |
| ------------------ | -------- |
| 2016年（平成28年） | 68       |
| 2021年（令和3年）  | 69       |

### 従業員数の変遷
経済センサスによる従業員数の推移。
| 年                 | 従業員数 |
| ------------------ | -------- |
| 2016年（平成28年） | 278      |
| 2021年（令和3年）  | 390      |

## 交通
- 国道1号

## 施設
- 辻堂西口YU-ZU Room
- 東小和田公園
- 赤松どんぐり公園

## その他

### 日本郵便
- 郵便番号 : 253-0013[3]（集配局 : 茅ヶ崎郵便局[17]）。